# BZK-007 (航空機)
BZK-007 
鹞鹰 (Harrier Hawk)
2022年にスクランブル発進を行った航空自衛隊機が撮影したBZK-007
- 用途：多用途無人航空機
- 製造者：貴州航空工業集団有限責任公司
- 運用者
  - 中国人民解放軍陸軍
  - 中国人民解放軍海軍
- 運用状況：現役

BZK-007は貴州航空工業集団有限責任公司（簡体字：贵州航空工业集团有限责任公司、英語表記：Guizhou Aviation Industry Group Co., Ltd.）が開発した多用途無人航空機。民間機型はハリアーホーク（簡体字：鹞鹰、英語表記：Harrier Hawk）と呼ばれる。

## 概要
2010年の珠海エアショーで模型が公開された。翌年のドバイエアショーでも模型が展示された。。
航空ジャーナリストのAndreas Rupprechtは中国人民解放軍陸軍で運用されているBZK-007の民用型がハリアーホークであると記述している。
2022年3月16日、東シナ海において日本の防空識別圏内を飛行し、航空自衛隊がスクランブルを行った。

## 機体
主翼が低翼配置の単葉機。翼平面形はテーパー翼で翌端にウイングレットが取り付けられている。主翼と尾翼は後退角が付けられている。外見は単発の小型軽飛行機のような形状をしている。機体の主要部は複合材を使用していると考えられている。エンジンは98.6hpの Rotax 912Sを搭載する。

## ミッション・ペイロード
偵察/監視用センサー、通信中継装置、リアルタイム映像データ送信装置。

## 誘導・管制装置
非公開のため不明。

## 派生型
- ハリアーホーク・スナイパーII
- ハリアーホークIII

## 運用
- 中国人民解放軍陸軍（SARミッション）
- 中国人民解放軍海軍

## スペック
- 全長：7.00m
- 全高：2.60m
- 全幅：11.30m
- 最大離陸重量：700kg
- ペイロード：100kg
- 実用上昇限度：7,500m
- 最大速度：230km/h
- 巡航速度：180km/h
- 航続時間：16時間